# 아메바컬쳐
아메바 컬쳐(영어: Amoeba Culture)는 2006년 8월 18일, 다이나믹 듀오에 의해 설립된 대한민국의 음악 레이블이다. 대표는 최규상이다. 현재 다이나믹 듀오, 거미, 허성현, Padi, SINCE 등이 활동하고 있다. 서울특별시 강남구 인근에 사무실이 위치하고 있다.

## 역사

### 초창기
"아메바 컬쳐"라는 이름은 2004년 처음 생긴 것으로, 미국의 유명 음반유통회사 아메바뮤직(en:Amoeba Music)의 이름을 도용한 의혹이 있다. 당시 갑엔터테인먼트 소속이던 개코와 최자가 다이나믹 듀오 활동 외에, 프로듀싱 및 외부 디자인, 음반 작업을 해줄때 쓴 일종의 프로젝트 팀 이름이었다. 이후 2006년 갑엔터테인먼트와의 계약이 만료된 다이나믹 듀오는 지인들과 스스로 레이블을 차리게 되었는데 이것이 레이블로서의 Amoeba Culture의 시작이다.
처음 활동은 다이나믹 듀오에 집중되었으며, 2007년 공개 오디션을 열어 새로운 멤버를 모집하고자 하였다. 오디션의 결과는 2008년 7월 발표되어 이를 통해 0CD가 들어갔으며, 오디션과는 별개로 슈프림팀과 Ra.D가 합류하였다. 이후 Ra.D는 Realcollabo라는 자신의 레이블을 조직하여 나갔으며, 남은 아티스트들은 다이나믹 듀오의 서포트가 시작되었다.

### 부상
2009년 12월, 개코와 최자가 입대한 후 아메바 컬쳐의 활동은 슈프림팀을 메인으로 이어졌으며, 0CD 역시 여러 디지털 싱글을 통해 활동하였다. 2010년 3월, 소개된 슈프림팀의 새 앨범 발매 소식에서는 Primary가 멤버로 합류하였다는 것이 알려졌다. 2011년에는 공개 오디션이 한 차례 더 치러졌으며, 여기서 방사능이 발탁이 되었다. 이후 방사능은 팀 이름을 "리듬파워"로 변경하였다. 2011년에도 계속 슈프림팀이 활동 주역이었으며, 그해 9월, 두 멤버는 각자 솔로 앨범 준비 중임을 밝히고, Simon D의 솔로 앨범이 먼저 나올 것을 예고하였다. 그러나 2011년 10월, E-Sens가 건강검진에서 폐 이상이 발견되어 활동을 중단했다는 소식이 뒤늦게 알려짐에 따라서 Simon D의 솔로 앨범은 공개되었으나, E-Sens의 솔로 앨범은 공개되지 못했다. 그해 11월, E-Sens가 마리화나를 흡연했다는 사실이 알려지면서 활동을 중단하면서 슈프림팀은 잠정 활동 중단에 들어가고, Simon D만 활동을 잇게 되었다.
한편 다이나믹 듀오는 2011년 9월에 제대하였으며, 원래 10주년 기념 앨범을 발표하려 했으나 계획을 수정, 미니 앨범을 내고 활동하였다. 이로써 E-Sens만 제외되고 다이나믹 듀오, Simon D, 리듬파워, Primary의 라인업을 굳힌 아메바 컬쳐는 여세를 몰아 2012년 1월, 레이블 콘서트 "2012 Amoebahood Concert"를 열었으며, 4월에는 미국 시애틀과 로스앤젤레스에서도 공연을 열어 성황리에 마쳤다. E-Sens의 정확한 복귀 시점은 아직 밝혀지지 않았으나 Simon D가 엠팩쇼 등 여러 공연에서 E-Sens가 컴백을 준비 중이며 12월 쯤에 슈프림 팀이 돌아올 것이라고 말하곤 하였다. 7월에는 개코가 아메바 컬쳐 컴필레이션이 준비 중에 있으며 이를 위한 회의 사진을 공개하였는데 여기에 이센스가 있어 팬들을 설레게 하였다. E-Sens의 공식 컴백은 2012년 10월, 프라이머리의 앨범을 통해 이루어졌다.
2013년에는 아메바 컬쳐 멤버들이 한 명 한 명 자신이 하고 싶은 랩 트랙 싱글을 내놓는 NOWorkend 프로젝트를 개시하였으며, 진행 중이다. 첫 번째 주자는 개코였으며 이후 얀키 싱글, 자이언티의 "Red Light" 선공개 곡, 슈프림팀의 컴백 싱글, 최자의 솔로곡, 필터의 솔로곡 등의 싱글이 발매되었다. 한편, 2013년 7월 아메바 컬쳐 측은 이센스와의 계약 해지가 되었음을 통보하였고, 이를 이센스 본인도 트위터를 통해 입증하면서 슈프림팀은 중단되었다. 그러나 8월 말, 이센스가 개코를 디스하는 곡 You Can't Control Me를 발표하면서, 이센스의 탈퇴 뒤에 뭔가 뒷사정이 있었음을 추측하게 하였다.
한편, 2013년 말 프라이머리는 무한도전 자유로 가요제에 박명수와 함께 합작을 통해 I Got C라는 곡을 작업하여 대세 작곡가의 반열에 올랐음을 입증하였다. 그러나 곡 공개 이후 곡이 Caro Emerald의 곡을 표절하였다는 논란이 불붙었다. 이 논란은 Caro Emerald 측에서 실제로 표절했다고 생각이 된다는 주장을 하면서 더욱 커졌고, 이후 아메바 컬쳐 측은 Caro Emerald 측과 원만한 합의가 되었다고 하였으나 논란은 사그라들지 않고, "컨트롤 대란"과 맞물려 이미지에 큰 타격을 입었다.
2014년 들어 아메바 컬쳐는 리듬파워의 첫번째 정규 앨범을 발표하며 다시 한 번 리듬파워를 타자로 내세웠다. 한편, 오랫동안 아메바 컬쳐의 대표 가수였던 Simon D가 계약 기간이 만료되고 재계약을 하지 않기로 하면서 독립적인 길을 가게 되었다.
2017년 CJ E&M에게 인수되어 CJ E&M의 자회사가 되었다.

## 소속 가수

### 현재 소속
- Dynamic Duo - 최자, 개코
- 거미
- SOLE
- THAMA
- 허성현
- Padi
- SINCE

### 과거 소속
- 0CD
- JTONG
- Supreme Team - Simon Dominic, E-Sens
- Zion.T
- 방재민 (A_MOND)
- 프라이머리
- 리듬파워 - Boi B, 지구인, 행주
- 크러쉬
- 얀키
- 핫펠트 (예은)
- 김선재

## 이슈

### 이센스와 개코 사이의 디스전
8월 23일, 소위 "컨트롤 대란" E-Sens는 You Can't Control Me라는 곡을 발표하며 개코를 강도 높게 디스하였다. 해당 곡은 "솔직해져 봐 제일 얍삽한게 너인게 아무리 생각해도 난 다듀 군대 땜빵" "10억을 달라고? 아메바 컬처. kiss my ass"라는 가사를 통해 그와 아메바 컬처 사이에 어떤 일이 있었음을 예상케 했고, 좋은 관계로 끝났다고 생각했던 팬들을 충격에 빠뜨렸다. 이에 개코는 바로 다음날 I Can Control You라는 제목의 반격곡으로 "대마초에 관심병 환자"라고 E-Sens를 디스하였다. E-Sens는 곧바로 다음날 True Story란 제목의 곡으로 반격을 하였는데, 이 곡 가사에는 그에게 소속사가 10억을 요구했고 그와 함께 협박에 가까운 말이 오고간 정황이 담겨있어 팬들의 궁금증을 커지게 했다. 이에 대한 개코의 반격은 없었으며, 아메바 컬처 측은 이센스의 가사는 허위라며 "당분간은 큰 관점에서 이번 사안에 대해 지켜볼 것"이라는 입장을 밝혔다.
한편 이 시기 또다른 디스전이었던 스윙스와 Simon D 사이의 디스전에서는, 스윙스가 먼저 Simon D에 대해 "센스가 쫓겨날 때 넌 다듀와 두 손 잡어/걔가 자고 있을 때, 내용 증명서를 보내"란 가사로 Simon D가 이센스가 쫓겨난 것에 어떤 책임이 있음을 물었었다. 그러나 이에 Simon D는 "센스랑 베프라면서 속사정은 좆도 몰라/하나하나 다 얘기해줘야돼? 니 귀를 조물락"라는 가사로 스윙스의 가사가 허위 또는 과장이 섞여있음을 간접적으로 얘기하였으며, 디스전에 대해서는 "이센스 vs 아메바컬쳐, 이센스 vs 다듀/나 역시 문제가 많았지만, 그들의 맞지 않는 사주/이 둘 싸움에서 누구의 손을 들어줄 수도 없는 입장"이라는 가사로 어려운 입장을 대변하였다.

### 프라이머리 표절 사건
2013년 10월 《무한도전》의 가요제 프로젝트 중 하나로 시작된 "자유로 가요제"에는 프라이머리가 박명수와 팀 거머리를 결성하여 참여하였다. 11월 2일 방송을 통해 공개된 거머리의 곡 I Got C는 가요제 곡들 중 차트에서 1위를 하는 등 좋은 호응을 받았다. 허나 공개 직후 누리꾼들 사이에서는 네델란드의 여가수 Caro Emerald의 곡 Liquid Lunch, Excuse My French와 유사점이 보인다는 점이 언급되었으며, 이와 함께 박지윤의 컴백 곡으로 화제를 낳았던 또다른 프라이머리 작곡의 노래 〈미스터리〉 역시 Caro Emerald의 One Day와 유사하다는 얘기도 나왔다. 처음 프라이머리 측은 "프라이머리가 카로 에메랄드를 좋아한다. 때문에 영감을 받았을 수 있겠지만 그 가수의 곡을 따라한 것은 전혀 아니다"라며 "레트로와 스윙장르인 두 곡이 장르의 유사성 때문에 생긴 해프닝이다"라고 표절 논란을 일축하였고 Caro Emerald의 프로듀서 겸 매니저인 David Schreurs는 "프라이머리는 우리의 음악을 템플릿으로 삼았다. 일부 곡들은 참고한 것 같다. 프라이머리가 자신의 재능을 믿었으면 좋겠다. 그는 분명 좋은 프로듀서이기 때문"이라는 애매한 입장을 내놓았으나 아메바 컬처 측은 "원작자가 표절이 아니라고 한 만큼 해프닝으로 끝나길 바란다"라는 입장을 밝혔다. 그러나 누리꾼들 사이에는 탐탁치 않은 반응을 보이는 이들이 많았고, 11월 4일부터 며칠에 걸쳐 David Schreurs는 자신의 트위터를 통해 "당신들이 우리 곡을 베껴썼다고 생각한다" (Yes I think you guys copied us)라며 어떤 곡들이는 직접적인 멘션을 올려 논란은 오히려 더욱 불붙었다. 이는 일파만파로 커져 네델란드 언론에 사건이 보도되는 한편, 프라이머리의 과거 발표 곡인 Happy Ending까지 Caro Emerald의 곡 I Know That He's Mine과 흡사하다는 지적으로 표절 논란의 도마 위에 올랐다. 상황이 이렇게 되자 11월 13일 MBC 측은 I Got C의 음원 판매를 14일부터 중단할 것이라고 밝혔고, 프라이머리 측은 "모든게 내 미숙함으로 벌어진 일"이라는 공식 사과문을 발표하였다. 하지만 일부 누리꾼들은 프라이머리 측이 직접적으로 표절을 인정하지 않고 듣기 좋은 말로 얼렁뚱땅 사태를 무마하려고 한다며 비난을 멈추지 않았다.
이후 아메바 컬처 측은 Caro Emerald 측과 원만한 합의를 위한 얘기 중이라는 소식을 알렸고, 2013년 11월 17일 Caro Emerald 측에서 “‘아이 갓 씨’는 좋은 노래(killer track)고 금지해서는 안 된다”며 “‘아이 갓 씨’는 그 노래만의 고유한 요소(unique element)를 가지고 있다”며 입장 번복에 가까운 입장 변화를 보여 석연치 않은 구석을 남기고 마무리되었다. 더불어 아메바 컬처는 컨트롤 대란과 맞물려 이 사건으로 상당한 이미지 타격을 피할 수 없게 되었다.